# Christian August Buhle
Christian August Buhle (* 13. Juli 1734 in Grebehna; † 27. November 1807 in Braunschweig) war ein deutscher Naturwissenschaftler, Hof- und Hospitalwundarzt sowie Chirurg.

## Leben
Er wurde als Sohn des Rittergutsbesitzers Johann Gottlieb Buhle und der Maria Rosina geb. Graul in Grebehna geboren und noch am selben Tag notgetauft, weil man seinen Kindstod befürchtete. Er überlebte und nach dem Schulbesuch ging er bei dem Amtschirurgen Zweymaxn in Leipzig zur Lehre.
1757 trat er als Chirurg in das preußische Heer ein und nahm an der Schlacht bei Roßbach teil, in der er zahlreiche Verwundete behandelte. 1759 nahm er seinen Abschied vom Militärdienst und ging nach Hamburg, wo er bis 1761 als Chirurg tätig war. Er wechselte nach Braunschweig. Dort wurde er 1770 Hofchirurg des Herzogs von Braunschweig und zum leitenden Wundarzt des bürgerlichen Stadthospitals ernannt. Außerdem wirkte er als Naturforscher und medizinischer Schriftsteller. Er starb am 27. November 1807. Seinen Sohn Johann Gottlieb Buhle benannte er nach dessen Großvater.

## Werke (Auswahl)
- Bemerkungen über verschiedene wichtige Gegenstände der Wundarzneykunst practisch erläutert. Schröder, Braunschweig/Hildesheim 1782, 1066162X im VD 18..
- Abbildung und Beschreibung von dem Gebrauch und Nutzen einer neuen Maschine, welche Albert Pieropano die Brüche des Schienbeins … glücklich zu heilen im Jahre 1780 erfunden hat. Straßburg 1782.
- Bemerkungen über verschiedene wichtige Gegenstände der Wundazneykunst practisch erläutert. Band 2, 1786.
- Ausführliche Abhandlung über die Entstehung und Heilung veralteter Geschwüre an den unteren Gliedmaßen des menschlichen Körpers. 1. Auflage Braunschweig 1790, 2. Auflage Braunschweig 1796.
- (mit Johann Friedrich Naumann): Die Eier der Vögel Deutschlands. 3 Bände. 1818–1826.